# Hongquan
L'Hongquan è uno stile di arti marziali cinesi. Da non confondersi con lo stile Hongjiaquan del sud della Cina, questo è uno stile tipico delle province del nord.
Il nome viene reso con ideogrammi differenti: Hongquan 红拳, Pugilato rosso; Hongquan 洪拳, Pugilato della grande onda; Hongquan 鸿拳, Pugilato dell'oca selvatica o grandioso.
Questo è uno stile antico e perciò ne esistono moltissime versioni a volte diversissime tra loro, per citarne alcune:
Shaanxi Hongquan 陕西红拳 Pugilato rosso dello Shaanxi; Da Hongquan 大洪拳; Xiao Hongquan 小洪拳; Er Hongquan 二洪拳; ecc.
Si narra che i Taolu dell'Hongquan e del Paochui 炮锤 abbiano preso molto da una danza di guerra (Tiao paida wu 跳拍打舞) che le guardie del palazzo del re di Qin 秦, Yingzheng 嬴政, crearono per festeggiare le sue vittorie, durante il periodo delle primavere e degli autunni (Chunqiu 嬴政, 777-476 a.C.).
L'Hongquan è considerato alla base del Changquan dell'imperatore della dinastia Song Taizu 太祖 Zhao Kuangyin 赵匡胤 (917-975).
In epoca moderna una ramificazione dell'Hongquan in Hebei e Shandong ha avuto un ruolo importante in alcune ribellioni contro la dinastia Qing, in particolare nella Rivolta dei Boxer.

## Shaanxi Hongquan 陕西红拳
Questo stile è da molti considerato il ramo principale da cui si sono sviluppati tutti gli altri.
Durante il regno di Daoguang (1821-1851) ha avuto quattro insegnanti importantissimi che hanno contribuito al suo attuale assetto: Gao San 高三 detto "il falcone" 鹞子; Xing San 邢三 detto "tigre nera" 黑虎; Si Baolong 司宝龙 e Li Si 李四.
L'allenamento prevede lo studio di numerosi Taolu: Xiao Hongquan 小红拳; Da Hongquan 大红拳; Zhong Hongquan 中红拳; Lao Hongquan 老红拳; Taizu Hongquan 太祖红拳; Er Hongquan 二红拳; Guanxiquan 关西拳; ecc. Le armi principali sono il bastone lungo (Gun 棍), la frusta (Bian 鞭) e le due sciabole (Shuangdao 双刀).

## Da Hongquan 大洪拳
La leggenda di fondazione di questo stile ne fa risalire le origini all'epoca della dinastia Sui ad opera di Hong Xian 鸿仙. Durante la dinastia Tang ci sono documenti storici che attestano che un maestro del Jilin, tale Liu Fengguai 刘风拐 (anche conosciuto come Liu Banxiang 刘半响), insegnò un pugilato diviso in sei sezioni che è stato identificato con il Taolu che ha originato la Liubujia 六步架, la struttura di base del Da Hongquan. Nel Jixiao Xinshu 纪效新书 del famosissimo Qi Jiguang 戚继光 si racconta: "nel pugilato di famiglia dell'imperatore Taizu della dinastia Song c'è il 32 shi changquan 三十二势长拳, c'è anche il Liubuquan 六步拳, l'Houquan 猴拳, l'Huaquan 化拳.......". Il Liubuquan viene identificato con il Liubujia, che a sua volta è sovente chiamato Sanhuangbang (三晃膀).
Durante la dinastia Song, la dinastia Yuan e la dinastia Ming la Liubujia si è diffusa enormemente nel bacino del Fiume Giallo dando vita a moltissime varianti.
Nel 1920 Ren Hengtai (任恒太), originario di Qingfeng (清丰) in Henan e ventottesima generazione di Da Hongquan (大洪拳), trasmise lo stile nel villaggio Zhuloucun (朱楼村) nell'area di Heze in Shandong a Zhu Xiaozhang (朱孝章) e a Zhu Fengjun (朱凤君). Questo Da Hongquan si compone di 14 Taolu a mano nuda, 18 Taolu con le armi e ben oltre 100 Duilian a mano nuda.
A Bengbu il Dahongquan è stato insegnato da Li Baohe (李保和)..
Il Dahongquan (大洪拳) è stato trasmesso nell'area di Tengzhou (滕州) in Shandong da Feng Pei (冯佩), che in questa area è considerato il fondatore dello stile, durante il regno di Qianlong (1736-1796). Feng Pei insegnò a Di Yuqing (狄玉清).

## Wudang Hongquan 武当洪拳
Secondo la sua leggenda di fondazione, questo stile è stato creato da un monaco Taoista sulle montagne Wudang durante la dinastia Song. Siccome il cognome di questo monaco da laico era Hong 洪, lo stile fu chiamato Wudang Hongquan.
Tra le forme a mano nuda, oltre al Sanhuangbang (三晃膀), citato nei Dahongquan, figurano: 关东架 Guandongjia (struttura dei valichi ad est); 关西架 Guanxijia (struttura dei valichi ad ovest);太平架 Taipingjia (struttura della pace suprema); 十八路对练打捶 18 lu duilian da chui; 三十六摔 36 shuai; 七十二擒拿手 72 qinnashou; 抓门道功夫 Zhaomendao gongfu; ecc.
Tra le forme con armi: dandao 单刀; shuangguai 双拐; shou shaozi 手梢子; sijietang 四节镗; chunqiu dadao 春秋大刀; ecc.
Anche per questo stile vengono fatte corrispondere le forme Guandongjia e Guanxijia a due forme create da Song Taizu, rispettivamente 三十六路长拳 36 lu Changquan e 三百六十六手长拳 366 shou Changquan. Questa corrispondenza e la coincidenza di molti nomi di Taolu con lo Shaanxi Hongquan, nonostante le origini rivendicate siano differenti, stanno ad indicare un corso comune con gli altri stili già citati.
Questo ramo di Hongquan è diffuso a Peixian in Jiangsu nel 1880 ad opera di Zhang Dongshu (張棟書, 1856-1933), un maestro di Daming (大名), nell'area amministrativa di Handan in Hebei, chiamato Zhang Fushun. Zhang Dongshu apprese lo stile dal padre, Zhang Wanqing (张万青).

### Meishan Dahongquan 梅山大洪拳
Nello stile Meishanquan (梅山拳) esiste una forma chiamata Dahongquan. Questa è una cosa molto particolare visto che il Meishanquan è uno stile del Sud della Cina.

### Il Dahongquan di Wang Ziping
Wang Ziping (王子平), celebre maestro di Chaquan, insegnava una forma di Dahongquan (大洪拳).

## Shaolin Hongquan 少林洪拳
Nel libro "Shaolin quanfa" 少林拳法 si legge che durante l'epoca della dinastia Yuan Jue Yuan 觉远 fece visita a Bai Yufeng 白玉峰 introducendo poi nel tempio l'insegnamento della maestria del Da e Xiao Hongquan, dell'arte del gun (gunshu 棍术), del Qinna 擒拿, ecc. Questa è l'origine dei due Taolu attualmente praticati nelle scuole Shaolin del Songshan.
In questo ambito sono utilizzati indifferentemente sia Piccolo pugilato Hong (少林洪拳T, 少林洪拳S, shǎolínhóngquánP,  shaolin hung ch'uan W) sia Piccolo pugilato rosso (少林紅拳T, 少林红拳S, shǎolínhóngquánP,  shaolin hung ch'uan W).

## Chang Hongquan 长洪拳
Nell'area di Chenghanxian (成安县), nel distretto amministrativo di Handan è praticato il Chang Hongquan. A livello leggendario si racconta che esso è stato creato dalla divinità Erlang (二郎神) e sebbene questo stile non sia un Erlangquan ha numerose similitudini con esso.
Oggi lo stile è rappresentato da Wang Shaoting (王绍廷) un maestro di sesta generazione.

## Hongmen 洪门
Da non confondersi con l'omonima Società Segreta, in cui sono identici gli ideogrammi. Questa è una scuola diffusa nel Sichuan, che si divide in due parti: una che pratica con caratteristiche di Wushu del Nord e l'altra con quelle del Sud della Cina. È una delle otto grandi scuole (reso con Men di porta) della Emeipai.
L'Hongmenquan ha come Taolu a mano nuda: Da Hongquan大洪拳; Xiao Hongquan 小洪拳; Wuhuchui 五虎捶; Erlu Hongquan 二路红拳; Yanqing Hongquan 燕青红拳; Da Baxian quan 大八仙拳, ecc.
Come Taolu con armi possiede: Qinglongjian 青龙剑; Emei duangun 峨眉短棍; Wuxiudao 五秀刀; Fanlongqiang 蹯龙枪; Chunqiu dadao春秋大刀; deng 凳, ecc.

## Hongmenquan 洪门拳
Uno stile con questo nome è stato trasmesso da Deng Zhongshan (邓钟山), di Nanchino, che lo avrebbe appreso da un suo servitore che si chiamava Hong (洪). La pratica è divisa in due Jiazi (strutture, telai) detti Da (Grande) e Xiao (Piccolo). Il Gong jia mi fa baozhang - buyi (功家秘法宝藏•补遗, Prezioso Metodo Segreto del Lavoro Famigliare – Allegato) afferma che l'Hongmenquan è il secondo metodo di pugilato della famiglia Deng.

## Hongquan men 洪拳门
Questa “scuola di Hongquan” proviene dall'area di Renxian (任县), nella provincia di Hebei.
Secondo la tradizione di questa scuola essa è stata creata e tramandata da Zhao Kuangyin (赵匡胤) ed insegnata da tre maestri a Xiangyazhai (象牙寨) una località dell'area di Renxian. Dieci maestri l'insegnarono in Zanhuangxian (赞皇县) a Du Erhe (杜二合) e Chu Erdong (褚二栋) che a loro volta lo tramandarono a Du Wuchao (杜五朝), Chu Xiangcheng (褚祥成), Du Dachou (杜大丑), Du Rongjiang (杜荣江), Li Jinlong (李金龙), ecc.
Questi sono i Taolu a mano nuda dello stile: Jinchui (金锤); Feituijia (飞腿架); Da Jiazi (大架子); Yunzhang (云掌)、Luohan chui (罗汉锤); Wuxiechuan (五斜串); Liuxiechuan (六斜串); Shier Tangtui (十二趟腿, vedi Tantui); Sitang guachi (四趟挂锤); Xiaoyanshou (小掩手); Yanshou (掩手); Shizizhang (十字掌); Chuanzhang (串掌); Taiji bashi (太极八式).
Questi i Taolu con armi: Meihuaqiang (梅花枪); Liuheqiang (六合枪); Xiao Hua qiang (小花枪); Panlonggun (盘龙棍); Kaishan dao (开山刀); Baguadao (八卦刀); Er Lang dao (二郎刀); Xinmen dao (新门刀); Daqingdao (大青刀); Chunqiu dadao (春秋大刀); Simendao (四门刀); chadao (叉刀); sanjiegun (三节棍), gangbian (钢鞭); shengbian (绳鞭).